# Saint-Hilaire-des-Loges
Saint-Hilaire-des-Loges é uma comuna francesa na região administrativa da Pays de la Loire, no departamento de Vendéia. Estende-se por uma área de 35,2 km². Em 2010 a comuna tinha 1 988 habitantes (densidade: 56,5 hab./km²).